# Le Puy-Notre-Dame
Le Puy-Notre-Dame è un comune francese di 1 333 abitanti situato nel dipartimento del Maine e Loira nella regione dei Paesi della Loira.

## Società

### Evoluzione demografica
Abitanti censiti